# Bartramiopsis lescurii
Bartramiopsis lescurii là một loài Rêu trong họ Polytrichaceae. Loài này được (James) Kindb. mô tả khoa học đầu tiên năm 1894.